# Comtat de Tipperary
El comtat de Tipperary (gaèlic irlandès Tiobraid Árainn) és un comtat de la província de Munster (República d'Irlanda). És dividit en dos sotscomtats: el del Nord, amb capital a Nenagh i el del Sud, amb capital a Clonmel. Limita amb el comtat d'Offaly al nord, amb el comtat de Laois al nord-est, amb el comtat de Kilkenny a l'est, amb el comtat de Waterford al sud, amb el comtat de Cork al sud-oest, amb el comtat de Limerick i el comtat de Clare a l'oest i amb el comtat de Galway al nord-oest.

## Baronies
Hi ha sis baronies històriques a North Tipperary: Eliogarty, Ikerrin, Ormond Upper, Ormond Lower, Owney and Arra i Kilnamanagh Upper, i unes altres sis més a South Tipperary: Clanwilliam, Kilnamanagh Lower, Iffa and Offa East, Iffa and Offa West, Middle Third, i Slievardagh.

## Ciutats i viles
- Ballina - Béal an Átha
- Bansha - An Bháinseach
- Borrisokane - Buiríos Uí Chéin
- Borrisoleigh- Buiríos Ó Luigheach
- Cahir - Cathair Dún Iascaigh or An Chathair
- Carrick-on-Suir - Carraig na Siúire
- Cashel - Caiseal
- Castleiney - Caisleán Aoibhne
- Clonmel - Cluain Meala
- Clonmore - An Cluain Mhór
- Clonoulty - Cluain Ultaigh
- Cloughjordan - Cloch Shiurdáin
- Drom - Drom
- Dundrum - Dún Droma
- Emly - Imleach Iubhair
- Fethard - Fiodh Ard
- Golden - An Gabhailín
- Hollyford - Áth an Chuillinn
- Holycross - Mainistir na Croiche
- Horse and Jockey - An Marcach
- Killenaule - Cill Náile
- Kilmoyler - Cill Mhaoileachair
- Kilsheelan - Cill Siolain
- Knockgraffon - Cnoc Rafann
- Lisronagh - Lios Ruanach
- Littleton - An Baile Beag
- Lorrha - Lothra
- Loughmore - Luach Magh
- Milestone - Cloch an Mhíle
- Nenagh - An tAonach
- New Birmingham - Gleann an Ghuail, "glen of the coal"
- New Inn - Loch Cheann
- Newport - An Tulach Sheasta
- Ninemilehouse - Tigh na Naoi Míle
- Rearcross - Crois na Rae
- Roscrea - Ros Cré
- Rosegreen - Faiche Ró
- Rossmore - An Ros Mór
- Templemore - An Teampall Mór
- Thurles - Durlas
- Tipperary Town - Tiobraid Árann
- Toomevara - Tuaim Uí Mheára
- Two-Mile Borris - Buiríos Léith
- Upperchurch - An Teampall Uachtarach'

## Situació de l'irlandès
Hi ha 979 parlants d'irlandès al comtat que van a les cinc Gaelscoileanna (escoles primàries en irlandès) i dos Coláisti Gael (escoles secundàries en irlandpes).

## Fills ilustres
- Bobby Clancy (1927-2002), guitarrista i cantant de folk, nascut a Carrick-on-Suir.